# Mani (Mythologie)
Mani (altnordisch Máni „Mond“) ist in der nordischen Mythologie der Gott des Mondes.
Er ist ein Sohn des Riesen Mundilfari und Bruder der Sonnengöttin Sol. Weil Mundilfari seine Kinder wegen ihrer Schönheit nach Sonne und Mond benannte, setzten die Götter sie als Wagenlenker dieser Gestirne ein. Mani fährt deswegen mit einem von Pferden gezogenen Wagen über den Himmel. Seine Begleiter sind Bil („die Abnehmende“) und Hjuki („der zu Kräften Kommende“), die beiden Kinder von Vidfinnr. Mani nahm die beiden zu sich, als sie vom Brunnen Byrgir kamen. Sie halten den Eimer Sägr (altnordisch Sægr) und die Stange Simul in der Hand und sind als Mondflecken im Mond zu sehen. 
Das Gespann wird immerzu vom Wolf Hati („Hasser“) verfolgt. Am Tag des Weltunterganges (Ragnarök) wird der Wolf es einholen und den Mond verschlingen. Einer anderen Überlieferung zufolge wird der Wolf Managarm („Mondfresser“) den Mond verschlingen und das dabei verspritzte Blut wird die Sonne verdunkeln.